# Свечниковская
Свечниковская — деревня в составе Толвуйского сельского поселения Медвежьегорского района Республики Карелия.

## Общие сведения
Располагается на Заонежском полуострове в северо-восточной части Онежского озера.

## Население
| 2002 | 2010 | 2013 |
| ---- | ---- | ---- |
| 0    | ↗1   | →1   |